# Костантино I (Кальяри)

Костантино I Салюзио II (Costantino I Salusio II)  (ум. между 1090 и 1103) – судья (юдекс) Кальяри.
Сын Орцокко Торкиторио I и его жены Веры.
Впервые упоминается (вместе с родителями) в документе, датированном 5 мая 1066 г. (Torkitori rex Sardigniæ de loco Call....cum uxor sua domina Veri et filio eius dompno Constantino).
После вступления на престол принял имя Салюзио II (Constantinus rex et iudex qui dico Salusius). 
В качестве юдекса Кальяри упоминается в документах, первый из которых датирован 12 июня 1089, последний – 22 апреля 1090.
Жена – Жоржия. Дети:
- Мариано II Торкиторио II (ум. 1130), судья Кальяри.
- Артуо, упом. 1089
- Иттоко, упом. 1112
- Тербео, упом. 1112.

После смерти Костантино I некоторое время судьёй Кальяри был его брат Торбено. Но не позднее  1108 года он уступил трон племяннику – Мариано, который принял имя Торкиторио II.